# Golsinda basicornis
Golsinda basicornis là một loài bọ cánh cứng trong họ Cerambycidae.